# 刘庆柱
刘庆柱（1943年—），汉族，出生于天津，祖籍河南南乐，中华人民共和国考古学家，郑州大学历史学院教授，第十一届全国政协委员。
加入中国共产党，担任中国社会科学院学部委员、中国社会科学院考古研究所原所长。2008年，当选第十一届全国政协委员，代表社会科学界，分入第三十三组。并担任文史和学习委员会专委。